# Stenomacrus exserens
Stenomacrus exserens är en stekelart som först beskrevs av Thomson 1898.  Stenomacrus exserens ingår i släktet Stenomacrus och familjen brokparasitsteklar. Arten är reproducerande i Sverige. Inga underarter finns listade i Catalogue of Life.